# VieVie
VieVie（びび、4月6日 - ）は、日本のラジオパーソナリティ、キャスター、歌手、声優。大沢事務所所属。

## 来歴・人物
- 少女期をフランスで過ごす。帰国後、上智大学法学部国際関係法学科を卒業。
- 1994年、フレンチポップユニット「NADÈGE」にNadège Cellierという名前で参加し、ビクターよりデビュー[1]。
- 2003年、フレンチポップユニット「CINÈPHILE」に参加し、日本クラウンよりデビュー[2]。

## 出演番組

### 現在の出演番組
- VISION （J-WAVE、土曜日並びに日曜日）

### 過去の出演番組
- WORLD DANCE TRAX　（BAY-FM　1990年代中盤）
- L'AIR DE PARIS （J-WAVE、FM COCOLO、日曜日）
- J-WAVE LOUNGE （J-WAVE、水曜日）
- SUNTORY THEATER ZERO-HOUR （J-WAVE）
- VOICE... （J-WAVE）
- J-WAVE HOLIDAY SPECIAL （J-WAVE、2002年・2005年）
- CNN東京プライム （JCTV）
- RENDEZ-VOUS （J-WAVE、月曜日～木曜日、2005年4月 - 2007年3月、出産のため降板）

### 吹き替え
- ファイナル・デスティネーション